# 巡回伝道者
巡回伝道者（じゅんかいでんどうしゃ）は、キリスト教のメソジスト派などの年会で教会監督より直接任命を受け、教会を巡回する伝道者のことである。
巡回（circuit）は、メソジストの祖であるジョン・ウェスレーの野外説教に共鳴した人々の集団（society）を地区ごとに数個にまとめて、これを彼の補助説教者に巡回管理させたことが始まりである。カナダを含む、イギリスのメソジスト諸教会ではその伝道を守っている。
巡回伝道者になるには、試用伝道師（Probationer）になり、数年の経験と年会の審査を経て、執事の按手礼を受けた後、数年後に長老の按手を受けることでなることができる。
伝道者は年会のたびに監督より任命をうけて任地に赴くことを原則とするので短期間で、教会を異動することになる。日本のメソジスト教会でも明治時代にはその制度が存在した。